# طوابع الجزائر 1980
يسجل هذا المقال الطوابع البريدية الجزائرية التي أصدرتها إدارة البريد في عام 1980.

## العموميات
تحمل الإصدارات عبارة « اَلْجُمهُورِيَّة اَلْجَزَائِرِيَّة اَلدِّيمُقرَاطِيَّة اَلشَّعبِيَّة » و« البريد » باللغة العربية. أما باللغة الفرنسية فهناك عبارتان هما « Algérie » والتي تعني الجزائر، بالإضافة إلى قيمة اسمية محددة بالدينار جزائري.

## قائمة الطوابع الصادرة
| 378 | [[ملف:\|180px]] | فسيفساء ديونيزوس في سطيف - 1.20 دج القيمة الاسمية: 1٫20 دينار جزائري الكمية المطبوعة: 500٬000 طابع بريد تاريخ الإصدار: 14 فبراير 1980 تاريخ السحب: 6 يناير 1983 الطول: 33 مليمتر الارتفاع: 48٫5 مليمتر التسنين: تثقيب 11¾x11½ الرسام: الطابع: |  | الوصف |

| 379 | [[ملف:\|180px]] | فسيفساء ديونيزوس في سطيف - 1.35 دج القيمة الاسمية: 1٫35 دينار جزائري الكمية المطبوعة: 500٬000 طابع بريد تاريخ الإصدار: 14 فبراير 1980 تاريخ السحب: 6 يناير 1983 الطول: 33 مليمتر الارتفاع: 48٫5 مليمتر التسنين: تثقيب 11¾x11½ الرسام: الطابع: |  | الوصف |

| 380 | [[ملف:\|180px]] | فسيفساء ديونيزوس في سطيف - 1.40 دج القيمة الاسمية: 1٫40 دينار جزائري الكمية المطبوعة: 500٬000 طابع بريد تاريخ الإصدار: 14 فبراير 1980 تاريخ السحب: 6 يناير 1983 الطول: 33 مليمتر الارتفاع: 48٫5 مليمتر التسنين: تثقيب 11¾x11½ الرسام: الطابع: |  | الوصف |

| 381 | [[ملف:\|180px]] | يوم العلم القيمة الاسمية: 0٫60 دينار جزائري الكمية المطبوعة: 1٬000٬000 طابع بريد تاريخ الإصدار: 16 أبريل 1980 تاريخ السحب: 6 يناير 1983 الطول: 25٫5 مليمتر الارتفاع: 36٫2 مليمتر التسنين: تثقيب ¾11 الرسام: الطابع: |  | الوصف |

| 382 | [[ملف:\|180px]] | المؤتمر الاستثنائي لحزب جبهة التحرير الوطني القيمة الاسمية: 0٫60 دينار جزائري الكمية المطبوعة: 1٬000٬000 طابع بريد تاريخ الإصدار: 15 يونيو 1980 تاريخ السحب: 6 يناير 1983 الطول: 33 مليمتر الارتفاع: 48٫5 مليمتر التسنين: تثقيب 11¾x11½ الرسام: بشير يلس الطابع: |  | الوصف يخلد هذا الطابع البريدي، بقيمة 0.60 دينار، الملتقى الاستشرافي الجزائري للتعمير الوطني والتخطيط المجالي (1980–1984). يبرز الطابع مشاهد من التنمية الوطنية تشمل بناء السدود، الزراعة، التعمير، والبحث العلمي، مما يعكس جهود الجزائر في التخطيط المتكامل واستشراف المستقبل في مختلف القطاعات الحيوية. |

| 383 | [[ملف:\|180px]] | الألعاب الأولمبية موسكو 1980 - الشعلة الأولمبية القيمة الاسمية: 0٫50 دينار جزائري الكمية المطبوعة: 1٬500٬000 طابع بريد تاريخ الإصدار: 26 يونيو 1980 تاريخ السحب: 6 يناير 1983 الطول: 31٫4 مليمتر الارتفاع: 38٫1 مليمتر التسنين: تثقيب 11½x11¾ الرسام: سيد أحمد بن تونس الطابع: |  | الوصف |

| 384 | [[ملف:\|180px]] | الألعاب الأولمبية موسكو 1980 - رموز رياضية القيمة الاسمية: 1٫40 دينار جزائري الكمية المطبوعة: 500٬000 طابع بريد تاريخ الإصدار: 26 يونيو 1980 تاريخ السحب: 6 يناير 1983 الطول: 38٫1 مليمتر الارتفاع: 31٫4 مليمتر التسنين: تثقيب 11½x11¾ الرسام: سيد أحمد بن تونس الطابع: |  | الوصف |

| 385 | [[ملف:\|180px]] | الذكرى العشرون لمنظمة أوبك - الشعار القيمة الاسمية: 0٫60 دينار جزائري الكمية المطبوعة: 500٬000 طابع بريد تاريخ الإصدار: 15 سبتمبر 1980 تاريخ السحب: 6 يناير 1983 الطول: 31 مليمتر الارتفاع: 44 مليمتر التسنين: تثقيب 11 الرسام: أوبك الطابع: |  | الوصف |

| 386 | [[ملف:\|180px]] | الذكرى العشرون لمنظمة أوبك - الكرة الأرضية القيمة الاسمية: 1٫40 دينار جزائري الكمية المطبوعة: 500٬000 طابع بريد تاريخ الإصدار: 15 سبتمبر 1980 تاريخ السحب: 6 يناير 1983 الطول: 44 مليمتر الارتفاع: 30 مليمتر التسنين: تثقيب 11 الرسام: أوبك الطابع: |  | الوصف |

| 387 | [[ملف:\|180px]] | الأوراس - 1980 القيمة الاسمية: 0٫50 دينار جزائري الكمية المطبوعة: 500٬000 طابع بريد تاريخ الإصدار: 25 سبتمبر 1980 تاريخ السحب: 6 يناير 1983 الطول: 42 مليمتر الارتفاع: 28٫7 مليمتر التسنين: تثقيب 13½x14 الرسام: الطابع: |  | الوصف |

| 388 | [[ملف:\|180px]] | الوادي - 1980 القيمة الاسمية: 1٫00 دينار جزائري الكمية المطبوعة: 500٬000 طابع بريد تاريخ الإصدار: 25 سبتمبر 1980 تاريخ السحب: 6 يناير 1983 الطول: 42 مليمتر الارتفاع: 28٫7 مليمتر التسنين: تثقيب 13½x14 الرسام: الطابع: |  | الوصف |

| 389 | [[ملف:\|180px]] | الطاسيلي - 1980 القيمة الاسمية: 1٫40 دينار جزائري الكمية المطبوعة: 500٬000 طابع بريد تاريخ الإصدار: 25 سبتمبر 1980 تاريخ السحب: 6 يناير 1983 الطول: 42 مليمتر الارتفاع: 28٫7 مليمتر التسنين: تثقيب 13½x14 الرسام: الطابع: |  | الوصف |

| 390 | [[ملف:\|180px]] | الجزائر - 1980 القيمة الاسمية: 2٫00 دينار جزائري الكمية المطبوعة: 500٬000 طابع بريد تاريخ الإصدار: 25 سبتمبر 1980 تاريخ السحب: 6 يناير 1983 الطول: 42 مليمتر الارتفاع: 28٫7 مليمتر التسنين: تثقيب 13½x14 الرسام: الطابع: |  | الوصف |

| 391 | [[ملف:\|180px]] | الألفية لميلاد ابن سينا القيمة الاسمية: 2٫00 دينار جزائري الكمية المطبوعة: 500٬000 طابع بريد تاريخ الإصدار: 23 أكتوبر 1980 تاريخ السحب: 6 يناير 1983 الطول: 33 مليمتر الارتفاع: 48٫5 مليمتر التسنين: تثقيب 11¾x11½ الرسام: بشير يلس الطابع: |  | الوصف هذا الطابع البريدي بقيمة 2.00 دينار، يخلد الذكرى الألفية لميلاد العالم والفيلسوف ابن سينا (980–1037م)، أحد أعلام الحضارة الإسلامية والعالمية في الطب والفلسفة. يظهر في الصورة مرتديًا زيًا تقليديًا ويحمل كتابًا، في إشارة إلى مساهماته الغزيرة في العلم، ولا سيما مؤلفه الشهير "القانون في الطب". |

| 392 | [[ملف:\|180px]] | تضامن مع متضرري زلزال الأصنام القيمة الاسمية: 3٫00 دينار جزائري الكمية المطبوعة: 3٬000٬000 طابع بريد تاريخ الإصدار: 13 نوفمبر 1980 تاريخ السحب: 6 يناير 1983 الطول: 45٫2 مليمتر الارتفاع: 26 مليمتر التسنين: تثقيب 11½x11¾ الرسام: بشير يلس الطابع: |  | الوصف |

| 393 | [[ملف:\|180px]] | حلي - قلادة القيمة الاسمية: 0٫60 دينار جزائري الكمية المطبوعة: 500٬000 طابع بريد تاريخ الإصدار: 18 ديسمبر 1980 تاريخ السحب: 6 يناير 1983 الطول: 25٫6 مليمتر الارتفاع: 36٫3 مليمتر التسنين: تثقيب ¾11 الرسام: محمد تمام الطابع: |  | الوصف |

| 394 | [[ملف:\|180px]] | حلي - سوار وأقراط القيمة الاسمية: 1٫40 دينار جزائري الكمية المطبوعة: 500٬000 طابع بريد تاريخ الإصدار: 18 ديسمبر 1980 تاريخ السحب: 6 يناير 1983 الطول: 25٫6 مليمتر الارتفاع: 36٫3 مليمتر التسنين: تثقيب ¾11 الرسام: محمد تمام الطابع: |  | الوصف |

| 395 | [[ملف:\|180px]] | حلي - تاج القيمة الاسمية: 2٫00 دينار جزائري الكمية المطبوعة: 500٬000 طابع بريد تاريخ الإصدار: 18 ديسمبر 1980 تاريخ السحب: 6 يناير 1983 الطول: 36٫3 مليمتر الارتفاع: 25٫6 مليمتر التسنين: تثقيب ¾11 الرسام: محمد تمام الطابع: |  | الوصف هذا الطابع البريدي الجزائري يظهر تاجا تقليديًا مرصعا بالحلي، وهو جزء من التراث الثقافي والحرفي الجزائري. تبلغ قيمته 2.00 دينار، وقد صممه الفنان محمد تمام، ويجسد الزينة في الزي التقليدي الجزائري، خاصة في المناسبات والأعراس. |